# Boogschieten op de Paralympische Zomerspelen 1980
De VIe Paralympische Spelen werden in 1980 gehouden in Arnhem en Veenendaal, Nederland. Boogschieten was een van de 13 sporten tijdens deze spelen.

## Mannen

### Teams
| Rank | Land           | Punten | Schutters                                     |
| ---- | -------------- | ------ | --------------------------------------------- |
| 1    | West-Duitsland | 2233   | Manfred Brenne Hilmar Butenhoff K. Pohl       |
| 2    | Zweden         | 2008   | Sune Appelkvist Jan O. Carsson Nicolai Babkin |

| Rank | Land                | Punten | Schutters                           |
| ---- | ------------------- | ------ | ----------------------------------- |
| 1    | België              | 4027   | Guy Grun Filip Bardoel Jozef Meysen |
| 2    | Verenigd Koninkrijk | 3983   | I. Smith Alan Corrie J. Buchanan    |
| 3    | West-Duitsland      | 3928   | H. Geiss U. Pfeffer R. Schmidberger |

### Individueel
| Klasse                                   | Punten | land | Goud           | land | Zilver           | land | Brons                     |
| ---------------------------------------- | ------ | ---- | -------------- | ---- | ---------------- | ---- | ------------------------- |
| Uitgebreide Metrische ronde dwarslaesie  | 884    | KOR  | Yoon Bae Kim   | AUT  | M. Petschnig     | AUT  | Felix Lettner             |
| Dubbele FITA Ronde amputatie             | 1120   | DEN  | Finn Larsen    | FRG  | Manfred Brenne   | JPN  | Masao Sato                |
| Dubbele FITA Ronde dwarslaesie           | 2403   | FRG  | H. Geiss       | BEL  | Guy Grun         | GBR  | J. Buchanan               |
| Dubbele FITA Ronde tetraplegie           | 2202   | CAN  | T. Parker      | NOR  | Oddbjorn Stebekk | FRA  | G. Lafont                 |
| Dubbele FITA Ronde beginners dwarslaesie | 638    | MEX  | Alfredo Chavez | NED  | Jappie Walstra   | NED  | H. van der Liefvoort      |
| Dubbele FITA Ronde beginners tetraplegie | 611    | FIN  | K. Karkainen   | JPN  | Tadashi Kishino  | SWE  | Kent Andersson-Tannerstad |
| Korte metrische ronde dwarslaesie        | 622    | FRA  | J. M. Chapuis  | USA  | L. Zeise         | FRA  | J. Thion                  |
| Korte metrische ronde tetraplegie        | 571    | FRG  | Siegmar Henker | AUS  | Ian Trewhella    | NOR  | Svein Kristiansen         |

## Vrouwen

### Individueel
| Klasse                                   | Punten | land | Goud            | land | Zilver             | land | Brons                  |
| ---------------------------------------- | ------ | ---- | --------------- | ---- | ------------------ | ---- | ---------------------- |
| Uitgebreide Metrische ronde dwarslaesie  | 753    | USA  | K. Unsicker     | NZL  | Eve M. Rimmer      | GBR  | G. Matthews            |
| Dubbele FITA Ronde amputatie             | 1114   | NOR  | Marie Rosvik    | POL  | Ewa Kwiecinska     | FRA  | Marie-Francoise Hybois |
| Dubbele FITA Ronde dwarslaesie           | 2404   | NZL  | Neroli Fairhall | FIN  | Elli Korva         | FRG  | Anneliese Dersen       |
| Dubbele FITA Ronde beginners dwarslaesie | 569    | JPN  | Chiyoko Ohmae   |      |                    |      |                        |
| Korte metrische ronde dwarslaesie        | 498    | AUT  | Rosa Schweizer  | GBR  | Valerie Williamson |      |                        |

Atletiek · Basketbal · Boogschieten · Dartchery · Gewichtheffen · Goalball · Koersbal · Schermen · Schietsport · Tafeltennis · Volleybal · Worstelen · Zwemmen
Rome 1960 ·
Tokio 1964 ·
Tel Aviv 1968 ·
Heidelberg 1972 ·
Toronto 1976 ·
Arnhem 1980 ·
New York & Stoke Mandeville 1984 ·
Seoel 1988 ·
Barcelona 1992 ·
Atlanta 1996 ·
Sydney 2000 ·
Athene 2004 ·
Peking 2008 ·
Londen 2012 ·
Rio de Janeiro 2016 ·
Tokio 2020 ·
Parijs 2024 ·
Los Angeles 2028